# Oulimnius tuberculatus
Oulimnius tuberculatus là một loài bọ cánh cứng trong họ Elmidae. Loài này được Müller miêu tả khoa học năm 1806.